# Česká otázka
Česká otázka je jedno z hlavních děl Tomáše Garrigua Masaryka, poprvé vydané roku 1895. Dotýká se pozice Čechů a Slováků (v Masarykově podání Čechoslováků) v rámci Rakouska-Uherska.
Autorovi jde především o analýzu dosavadního národně obrozeneckého úsilí. Česká otázka měla být v jistém slova smyslu apelem k hojnější kulturní a vzdělávací činnosti, která dle Masaryka často ustupovala nacionalistickým vášním a nevzdělanosti. Masaryk podal svůj pohled na smysl českých dějin, jenž spatřuje v humanistickém (humanitním) odkazu, zejména v ideálech inspirovaných myšlenkami českých bratří. Tento Masarykův názor na historii byl brzy poté ostře kritizován předními českými historiky (zejm. Josefem Pekařem) a přerostl v dlouhý spor o smysl českých dějin.
V knize se pak Masaryk věnuje vnitropolitickým sporům mezi staročechy a mladočechy a později i mladočechy a realisty – pokrokáři, jejichž mluvčím byl.
Českou otázku v této době zasazuje Masaryk do kontextu širších evropských politických vztahů jen minimálně. Obrací-li se k celé Evropě, pak jenom na úrovni otázek kulturních, když odmítá bezhlavé mladočeské slavjanofilství; Masaryk a jeho stoupenci mnohem více hledí ke kultuře západu, ačkoliv slovanský rozměr české kultury nijak nezpochybňují.
Na Českou otázku navazuje Masarykova práce Naše nynější krize.